# Cakile arctica
Cakile arctica là một loài thực vật có hoa trong họ Cải. Loài này được Pobed. mô tả khoa học đầu tiên năm 1953.